# 川柳少女
《川柳少女》是由日本漫畫家五十嵐正邦以川柳為題材，創作的愛情喜劇少年四格漫畫，於2016年10月在週刊少年Magazine上開始連載。2018年12月6日宣布改編為電視動畫，2019年4月5日起開始播放。

## 故事簡介
講述只用川柳表達心意的無口美少女雪白七七子與因為川柳而放棄打架的文藝不良少年毒島英二之間的青春戀愛故事。

## 登場人物

### 柄井高中
雪白七七子（聲：花澤香菜）
本作主角。柄井高中一年級女學生，文藝部社員。是個不善言辭的少女，所以改用川柳的五、七、五句式與人溝通，個性十分天然呆，有時非常脫線。很會吃也很會睡，經常睡過頭。非常喜歡英二。擅長文科，理科成績普通。花買道占卜七七子與英二契合度是100分。
毒島英二（聲：畠中祐）
柄井高中一年級男學生，七七子的同學，文藝部社員。是個妹控，興趣為健身。國中時因緣際會而成為不良少年（某日放學後於校舍旁觀察螞蟻，此時別校不良少年前來尋事並開始攻擊穿著制服的英二，但全數被他擊倒，之後被同校不良少年奉為領頭），在川柳交流會上初次認識七七子，開始與七七子交流川柳，並成為筆友。因為覺得川柳說話的方式很帥氣，所以喜歡上川柳，並希望用微笑友善交友。上高中後不再當不良少年，但外表依舊像個不良少年讓人感到害怕。對於愛情方面十分遲鈍。對七七子有特殊情感。擅長數學，其他科目成績都不太理想。
片桐天音（聲：矢作紗友里）
柄井高中二年級女學生，文藝部社長。成績很好。以「北金瑪麗亞（北金まりあ）」為筆名創作小說。興趣是打聽周邊的人的八卦，因而練就了非常好的跟蹤能力，常偷偷觀察七七子與英二曖昧互動。有一個姐姐。
大月琴（聲：逢田梨香子）
柄井高中三年級女學生，美國陸軍格鬥術部社員，因此身手不凡。英二的青梅竹馬，身材姣好，以英二的姐姐自稱，把英二當親弟弟一樣照顧。喜歡開黃腔。
矢工部紀（聲：久野美咲）
柄井高中一年級女學生，美術部社員。個性內向跟七七子一樣不善言辭，改用素描簿畫出表情加字與人溝通，其實十分健談。有時會做出令人匪夷所思的舉動。希望可以有像七七子一樣的姐姐，有時也會找她撒嬌。
花買道（聲：上坂堇）
柄井高中一年級女學生，貧乳（本人十分在意這一點），學校新聞部社員，假日以占卜師身分活動，常常因為把其他人名字漢字認錯而占卜失準，但如果認對漢字便幾乎會百分之百靈驗。怕冷，常常圍著圍巾。
明司五町
柄井高中一年級女學生，文學少女，與英二同個國中畢業，國一時擔任圖書館幹部時被前來找黃色書刊的同校不良少年騷擾，此時英二出面打發了全部的不良少年，因而喜歡英二。為了引起英二注意，而打扮的像不良少女一樣。

### 親屬
雪白吉彥（聲：岩田光央）
七七子的父親。極度溺愛七七子，常常因為煩惱七七子的事反應過大而嘔吐或昏倒。
雪白千冬（聲：國府田麻理子）
七七子的母親。
雪白尋（聲：田村睦心）
七七子的弟弟，有一個女朋友。
毒島明（聲：吉野裕行）
英二的父親跟英二的眼神一模一樣。
毒島一枝（聲：名塚佳織）
英二的母親。
毒島花火（聲：原涼子）
英二的妹妹，思想成熟，喜歡七七子，也很在意並支持她和英二的戀情。
阿古（聲：山口愛）
英二飼養的兔子，非常的胖（アグー是沖繩縣一種豬的品種）。

## 出版書籍
| 冊數 | 講談社         | 講談社                                                  |
| 冊數 | 發售日期       | ISBN                                                    |
| ---- | -------------- | ------------------------------------------------------- |
| 1    | 2017年4月17日  | ISBN 978-4-06-395885-0                                  |
| 2    | 2017年7月14日  | ISBN 978-4-06-510061-5                                  |
| 3    | 2017年10月17日 | ISBN 978-4-06-510309-8                                  |
| 4    | 2018年2月16日  | ISBN 978-4-06-510968-7                                  |
| 5    | 2018年6月15日  | ISBN 978-4-06-511619-7                                  |
| 6    | 2018年9月14日  | ISBN 978-4-06-512603-5                                  |
| 7    | 2018年12月17日 | ISBN 978-4-06-513485-6                                  |
| 8    | 2019年3月15日  | ISBN 978-4-06-514442-8                                  |
| 9    | 2019年6月17日  | ISBN 978-4-06-515310-9 ISBN 978-4-06-515236-2（特裝版） |
| 10   | 2019年7月17日  | ISBN 978-4-06-515237-9 （特裝版）                       |
| 11   | 2019年10月17日 | ISBN 978-4-06-515691-9 ISBN 978-4-06-515238-6（特裝版） |
| 12   | 2020年2月17日  | ISBN 978-4-06-518171-3                                  |
| 13   | 2020年6月17日  | ISBN 978-4-06-518850-7                                  |

## 電視動畫
2019年3月25日在日本舉辦1、2話先行上映會。4月5日正式在MBS電視台、TBS電視台、BS-TBS電視台的節目區塊「Animeism」陸續播放。

### 製作人員
- 原作：五十嵐正邦
- 監督、系列構成：神保昌登
- 角色設計：橋本真希
- 音響監督：土屋雅紀
- 音樂：立山秋航
- 動畫製作：CONNECT
- 製作：川柳少女製作委員會

### 主題曲
片頭曲
作詞、作曲：井上苑子、中村瑛彥，編曲：中村瑛彥，主唱：井上苑子
片尾曲ORDINARY LOVE
作詞：Satomi，作曲：青木康平，編曲：田中隼人，主唱：逢田梨香子

### 各話列表
| 話數     | 標題           | 分鏡     | 演出     | 作畫監督        | 總作畫監督        |
| -------- | -------------- | -------- | -------- | --------------- | ----------------- |
| 第一句   | 五七五系女子   | 神保昌登 | 神保昌登 | 川添亞希子      | 橋本真希          |
| 第二句   | 七七子的減肥   | 藤木     | 藤木     | 藤木            | 橋本真希          |
| 第三句   |                | 堀內勇冶 | 堀內勇冶 | 藤井文乃        | 橋本真希          |
| 第四句   |                | 新谷研人 | 新谷研人 | 原友樹 富田佳亨 | 橋本真希          |
| 第五句   |                | 一居一平 | 一居一平 | 一居一平        | 橋本真希          |
| 第六句   | 七七子的叛逆期 | 高橋賢   | 高橋賢   | 高橋賢          | -                 |
| 第七句   |                | 相澤伽月 | 神保昌登 | 森悅史          | 橋本真希          |
| 第八句   |                | 堀內勇冶 | 堀內勇冶 | 川添亞希子      | 山本亮友          |
| 第九句   |                | 高木啟明 | 高木啟明 | 高木啟明        | 山本亮友          |
| 第十句   |                | 新谷研人 | 新谷研人 | 楊彤琤 陸 黃鳳  | 山本亮友          |
| 第十一句 |                | 藤木     | 藤木     | 藤木            | 橋本真希          |
| 第十二句 |                | 神保昌登 | 神保昌登 | 森悅史          | 橋本真希 山本亮友 |

## 外部連結
- 「川柳少女」電視動畫官方網站 （页面存档备份，存于）（日語）
- 「川柳少女」電視動畫的X（前Twitter）（日語）
- 「川柳少女」漫畫 （页面存档备份，存于）（日語）